# ستيفن سيفيرين
ستيفن سيفيرين (بالإنجليزية: Steven Severin)‏ هو عازف باس وكاتب أغاني وصحفي وعازف قيثارة وملحن بريطاني، ولد في 25 سبتمبر 1955 في لندن في المملكة المتحدة.

## وصلات خارجية
- ستيفن سيفيرين على موقع IMDb (الإنجليزية)
- ستيفن سيفيرين على موقع ميوزك برينز (الإنجليزية)
- ستيفن سيفيرين على موقع أول ميوزيك (الإنجليزية)
- ستيفن سيفيرين على موقع ديسكوغز (الإنجليزية)
- ستيفن سيفيرين على موقع قاعدة بيانات الفيلم (الإنجليزية)